# Kent Music Report
El Kent Music Report era una llista d'èxits musicals setmanal de senzills i àlbums a Austràlia, compilada per l'entusiasta de la música David Kent, des del mes de maig del 1974 fins a l'any 1998. Després del 1998, l'Australian Recording Industry Association, que l'havia estat utilitzant l'informe sota llicència durant diversos d'anys, va optar per produir les seves pròpies llistes com els 'ARIA Charts'.
Abans de l'Informe Kent, la revista Go-Set publicava la llista Top-40 Singles abans del 1966 i les llistes d'àlbums des de 1970 fins a la desaparició de la revista a l'agost de 1974.
David Kent va publicar més tard les llistes australianes de 1940 a 1973 de manera retrospectiva amb l'estat de les dades del gràfic estatals obtinguts de diverses emissores de ràdio australianes.